# Wiaczesław Janowski
Wiaczesław Jewgienijewicz Janowski (ros. Вячеслав Евгеньевич Яновский, ur. 24 sierpnia 1957 w Witebsku) – białoruski bokser, mistrz olimpijski z 1988 i medalista mistrzostw Europy jako reprezentant Związku Radzieckiego.

## Kariera w boksie amatorskim
Walczył w wadze lekkopółśredniej (do 63,5 kg). Zdobył w niej srebrny medal na turnieju Przyjaźń-84, zorganizowanym w Hawanie dla bokserów z państw bojkotujących igrzyska olimpijskie w 1984 w Los Angeles. W finale pokonał go Kubańczyk Candelario Duvergel.
Zdobył brązowy medal na mistrzostwach Europy w 1985 w Budapeszcie po przegranej w półfinale z Siegfriedem Mehnertem z Niemieckiej Republiki Demokratycznej. Na kolejnych mistrzostwach Europy w 1987 w Turynie wywalczył srebrny medal po porażce w finale z Bułgarem Borisławem Abadżiewem. Zwyciężył w Pucharze Świata w 1987 w Belgradzie po wygranej w finale z Mirko Puzoviciem z Jugosławii.
Zdobył złoty medal w wadze lekkopółśredniej na igrzyskach olimpijskich w 1988 w Seulu po wygraniu sześciu walk, w tym półfinałowej z Reinerem Giesem z Republiki Federalnej Niemiec i finałowej z Grahame Cheneyem z Australii.
Był mistrzem ZSRR w kategorii lekkopółśredniej w 1987 i 1988, wicemistrzem w 1984 oraz brązowym medalistą w 1981 i 1983.
W 1988 otrzymał order „Znak Honoru”, a także tytuł Zasłużonego Mistrza Sportu ZSRR.

## Kariera w boksie zawodowym
Przeszedł na zawodowstwo w 1990. Walczył w wadze półśredniej. W kwietniu 1995 w Niżniewartowsku usiłował zdobyć tytuł mistrza interkontynentalnego federacji IBF, ale przegrał przez techniczny nokaut w 10. rundzie z Edwinem Murillo. Była to jego jedyna porażka w karierze zawodowej. Stoczył 32 walki, z których wygrał 30, przegrał 1 i zremisował 1. Zakończył karierę w 1997.
W latach 1998–200 był przewodniczącym białoruskiej federacji bokserskiej, a w latach 2006–2008 głównym trenerem bokserskiej reprezentacji Rosji.